# Gondiya (distrikt)

Distriktets läge i Maharashtra.

Gondiya (eller Gondia) är ett distrikt i centrala Indien, och är belägen i delstaten Maharashtras östra del. Befolkningen uppgick till 1 200 707 invånare vid folkräkningen 2001, på en yta av 5 425 kvadratkilometer. Den administrativa huvudorten är Gondiya, och den enda övriga staden i distriktet är Tirora.

## Administrativ indelning
Distriktet är indelat i åtta tehsil (en kommunliknande enhet):
- Amgaon
- Arjuni Morgaon
- Deori
- Gondiya
- Goregaon
- Sadak-Arjuni
- Salekasa
- Tirora